# Мініатюрні видання
Мініатю́рні видання́ — видання, які випускаються нестандартними форматами. Відповідно до світової книговидавничої практики, такими книгами прийнято вважати видання, висота і ширина яких — менше 80 мм, у Росії — 100 мм.